# Bror Madsen
Bror Madsen (* 20. August 1982) ist ein grönländischer Badmintonspieler.

## Karriere
2003 gewann Bror Madsen erstmals einen Titel bei grönländischen Meisterschaften im Herrendoppel mit Frank Bagger. Ein Jahr später siegte er zum ersten Mal im Mixed, 2007 erstmals im Herreneinzel. 
Bei den Island Games 2005 machte er international das erste Mal auf sich aufmerksam. Bei dieser Veranstaltung gewann er die Herreneinzelkonkurrenz. 2007 war Badminton nicht im Programm der Games, so dass Madsen dort erst 2009 wieder startete. Diesmal scheiterte er jedoch im Finale an seinem Landsmann Frederik Elsner und wurde somit Zweiter.

## Sportliche Erfolge
| Veranstaltung                              | Disziplin    | Platz | Name                                |
| ------------------------------------------ | ------------ | ----- | ----------------------------------- |
| Grönländische Juniorenmeisterschaften 1998 | Herrendoppel | 1     | Bror Madsen / Anguteeraq Petersen   |
| Grönländische Juniorenmeisterschaften 1999 | Herrendoppel | 1     | Bror Madsen / Karl Jakob Thomassen  |
| Grönländische Juniorenmeisterschaften 1999 | Mixed        | 1     | Bror Madsen / Aviaaja Geisler       |
| Grönländische Meisterschaft 2003           | Herrendoppel | 1     | Bror Madsen / Frank Bagger          |
| Grönländische Meisterschaft 2004           | Mixed        | 1     | Bror Madsen / Gitte Absalonsen      |
| Grönländische Meisterschaft 2004           | Herrendoppel | 1     | Bror Madsen / Peri Fleischer        |
| Grönländische Meisterschaft 2005           | Herrendoppel | 1     | Bror Madsen / Frank Bagger          |
| Island Games 2005                          | Herreneinzel | 1     | Bror Madsen                         |
| Grönländische Meisterschaft 2006           | Herrendoppel | 1     | Bror Madsen / Frank Bagger          |
| Grönländische Meisterschaft 2007           | Mixed        | 1     | Bror Madsen / Juliane B. Johansen   |
| Grönländische Meisterschaft 2007           | Herreneinzel | 1     | Bror Madsen                         |
| Grönländische Meisterschaft 2008           | Mixed        | 1     | Bror Madsen / Juliane B. Johansen   |
| Grönländische Meisterschaft 2008           | Herreneinzel | 1     | Bror Madsen                         |
| Island Games 2009                          | Herreneinzel | 2     | Bror Madsen                         |
| Grönländische Meisterschaft 2009           | Mixed        | 1     | Bror Madsen / Juliane B. Johansen   |
| Grönländische Meisterschaft 2009           | Herreneinzel | 1     | Bror Madsen                         |
| Grönländische Meisterschaft 2009           | Mixed        | 1     | Bror Madsen / Juliane B. Johansen   |
| Island Games 2011                          | Herreneinzel | 2     | Bror Madsen                         |
| Grönländische Meisterschaft 2013           | Herreneinzel | 1     | Bror Madsen                         |
| Grönländische Meisterschaft 2013           | Herrendoppel | 1     | Bror Madsen / Taatsi Pedersen       |
| Grönländische Meisterschaft 2013           | Mixed        | 1     | Bror Madsen / Juliane B. Johansen   |
| Island Games 2013                          | Herrendoppel | 1     | Bror Madsen / Taatsi Pedersen       |
| Grönländische Meisterschaft 2015           | Herreneinzel | 1     | Bror Madsen                         |
| Grönländische Meisterschaft 2015           | Herrendoppel | 1     | Bror Madsen / Karl Jakob Thomassen  |
| Grönländische Meisterschaft 2015           | Mixed        | 1     | Bror Madsen / Juliane B. Johansen   |
| Island Games 2015                          | Herrendoppel | 1     | Bror Madsen / Jens Frederik Nielsen |
| Island Games 2017                          | Herrendoppel | 2     | Bror Madsen / Jens Frederik Nielsen |
| Island Games 2019                          | Teams        | 1     | Grönland                            |